# Synagoge (Remagen)

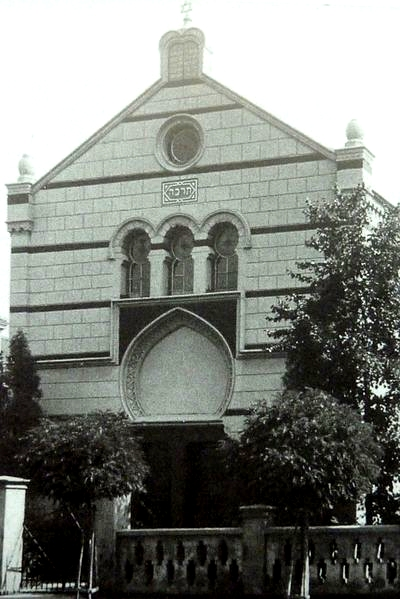
Synagoge in Remagen, 1905

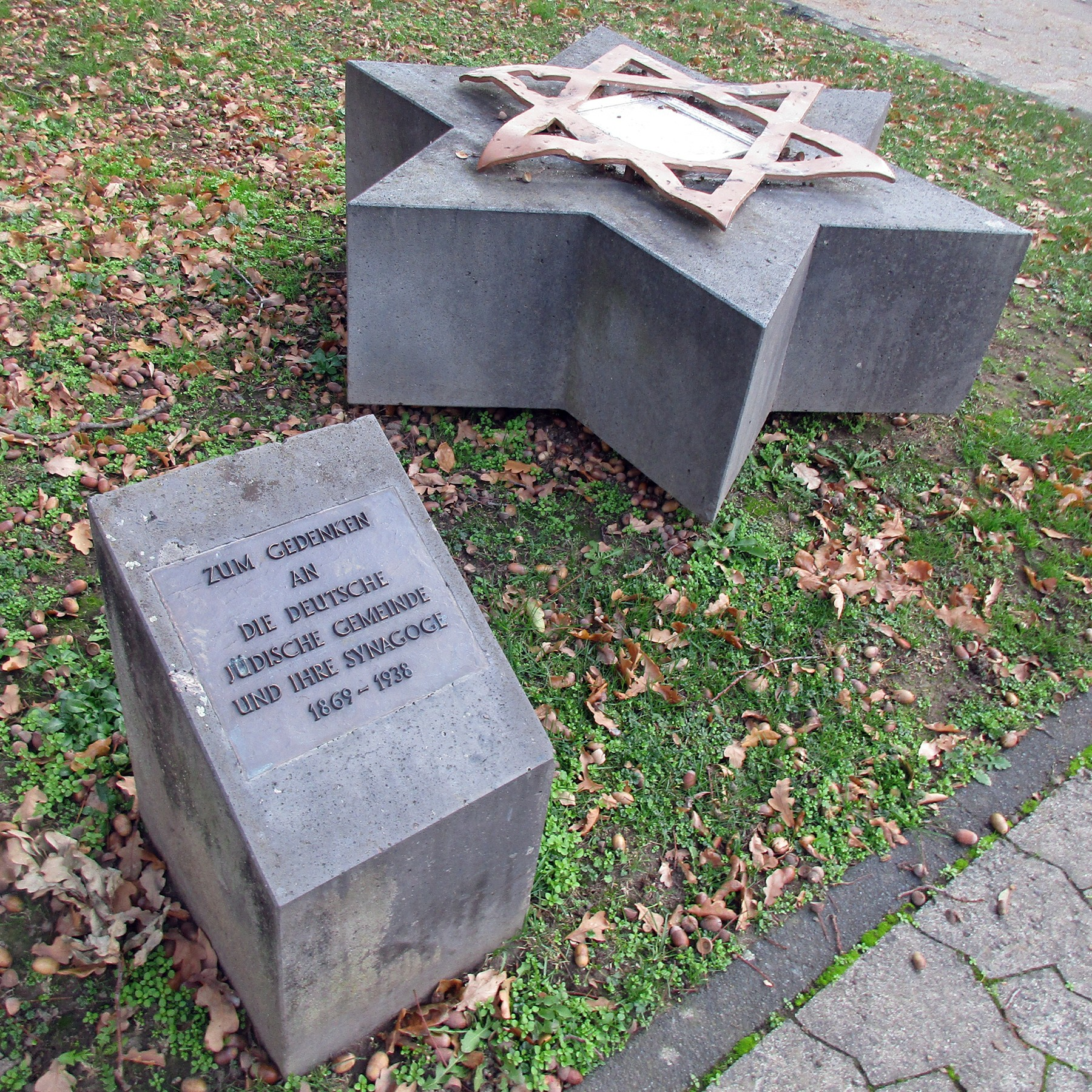
Gedenksteine am früheren Standort der Synagoge (2020)

Die Synagoge in Remagen, einer Stadt im rheinland-pfälzischen Landkreis Ahrweiler, wurde 1869 auf dem Eckgrundstück Grabenstraße / Schmiedegang erbaut und 1938 zerstört.

## Geschichte
Die jüdische Gemeinde Remagen besaß zunächst einen Betsaal im Erdgeschoss eines Hauses an der Ecke Bachstraße / Kirchstraße. Nachdem die Zahl der jüdischen Gemeindeglieder in der Mitte des 19. Jahrhunderts gestiegen war, plante die Gemeinde den Bau einer Synagoge. Nach einer Kollekte bei den Juden in der preußischen Rheinprovinz und einem zugesagten Zuschuss der Stadt Remagen von 50 Talern konnte der Bau 1865 begonnen werden. Die feierliche Einweihung fand am 20./21. August 1869 statt.

## Zeit des Nationalsozialismus
Beim Pogrom am 10. November 1938 wurde die Synagoge von SS-Männern aus Bad Neuenahr und Ahrweiler verwüstet und in Brand gesetzt. Die jüdische Gemeinde verkaufte die Ruine am 9. Mai 1939 an die Reichspostdirektion Koblenz. Nach 1945 wurde die Ruine abgebrochen und ein Parkplatz angelegt. Eine Gedenktafel erinnert seit 1989 auf der gegenüberliegenden Straßenseite an die Synagoge.
Nahe dem früheren Standort erinnern am Römerplatz zwei Gedenksteine an die zerstörte Synagoge und die jüdische Gemeinde. Einer der zwei steinernen Sockel trägt einen metallenen Davidstern, der andere Stein trägt eine Gedenktafel mit der Inschrift Zum Gedenken an die deutsche jüdische Gemeinde und ihre Synagoge 1869–1938.